# Ružići (Poreč)
Ružići is een plaats in de gemeente Poreč in de Kroatische provincie Istrië. De plaats telt 1 inwoners (2001).